# Southern Railway (Großbritannien)
Die Southern Railway (SR) war eine britische Eisenbahngesellschaft. Sie entstand 1923 bei der Neuordnung des britischen Eisenbahnwesens und wurde 1948 von British Rail übernommen. Das Streckennetz der SR beschränkte sich auf den Süden Englands; nördlich von London besaß sie keine Strecke. Somit war die SR die kleinste der „Big Four“ (die „Großen Vier“).

## Geschichte
Die Southern Railway wurde am 1. Januar 1923 beim Inkrafttreten des Railways Act 1921 gebildet und setzte sich zum größten Teil aus der London and South Western Railway (LSWR), der London, Brighton and South Coast Railway (LB&SCR) und der South Eastern and Chatham Railway (SE&CR) zusammen. Von diesen und ein paar weiteren kleinen Gesellschaften übernahm die SR ein Streckennetz mit einer Länge von 3518 Kilometern. Südlich und östlich von London hatte die SR praktisch ein Monopol, während sie sich auf den Linien in den Südwesten Englands mit der Great Western Railway einen Konkurrenzkampf lieferte.
Im Gegensatz zu den drei anderen großen Gesellschaften (London, Midland and Scottish Railway, London and North Eastern Railway und Great Western Railway) war die SR hauptsächlich im Personenverkehr tätig und wickelte verhältnismäßig wenig Güterverkehr ab. Trotz des kleinen Streckennetzes beförderte sie über ein Viertel aller Eisenbahnpassagiere Großbritanniens. Dies war vor allem auf den Pendlerverkehr in der Region London, der am dichtesten bevölkerten Gegend des Landes, zurückzuführen.
Die Dichte des Schienennetzes und das hohe Verkehrsaufkommen führten schon früh zur flächendeckenden Elektrifizierung des Streckennetzes. Bereits vor dem Zusammenschluss hatten die LSWR und die LB&SCR einzelne Strecken auf elektrischen Betrieb umgestellt. Die Netze der beiden Gesellschaften waren jedoch nicht kompatibel (die LB&SCR hatte Oberleitungen mit 6600 V Wechselspannung verwendet). Nach der Vereinigung wurden diese Strecken auf das Stromsystem der ehemaligen LSWR umgestellt, Stromschienen mit 600 Volt Gleichspannung (ähnlich wie bei der London Underground). Unmittelbar südlich von London wurden die meisten Strecken elektrifiziert, ab 1931 auch die Fernstrecken nach Brighton, Eastbourne und Portsmouth. Geplant war auch die Elektrifizierung der äußeren SE&CR-Routen sowie der Strecke nach Southampton und Bournemouth. Wegen des Zweiten Weltkriegs konnten diese Vorhaben aber erst in den 1950er und 1960er Jahren verwirklicht werden.
Am 1. Januar 1948 ging die SR in der staatlichen British Rail auf. Der Name „Southern“ wird seit Mai 2004 wieder verwendet, nachdem sich die 1994 bei der Privatisierung von British Rail entstandene Gesellschaft South Central umbenannt hat. Southern betreibt die meisten Strecken des ehemaligen SR-Netzes. Mit der Namensänderung will sie an die „gute alte Zeit“ des Eisenbahnverkehrs erinnern.

## Ursprungsgesellschaften der SR

### Hauptgesellschaften
Die Hauptgesellschaften, aus denen die SR entstand, waren (in Klammern Länge des Streckennetzes):
- London and South Western Railway (LSWR) 1642 km
- London, Brighton and South Coast Railway (LBSCR) 736 km
- South Eastern and Chatham Railway (SECR) 1026 km (gemeinsame Betriebsgesellschaft von South Eastern Railway und London, Chatham and Dover Railway; bestehend seit dem 1. Januar 1899)

### Weitere Gesellschaften
Vier weitere Gesellschaften führten ihren Betrieb eigenständig durch:
- Freshwater, Yarmouth and Newport Railway (19 km)
- Isle of Wight Railway (24 km)
- Isle of Wight Central Railway (46 km)
- Plymouth, Devonport and South Western Junction Railway (50 km)

### Tochtergesellschaften
Die übrigen Tochtergesellschaften existierten nur dem Namen nach, wurden aber aus juristischen Gründen gleichwohl im Railways Act genannt.
Ursprüngliche Muttergesellschaft LSWR:
- Bridgewater Railway (12 km)
- Lee-on-the-Solent Railway (5 km)
- North Cornwall Railway (84 km)
- Plymouth and Dartmoor Railway (4 km)
- Sidmouth Railway (13 km)

Ursprüngliche Muttergesellschaft LBSCR:
- Brighton and Dyke Railway (8 km)
- Hayling Railway (8 km)

Ursprüngliche Muttergesellschaft SER/LCDR:
- London and Greenwich Railway (6 km)
- Mid Kent Railway (4 km)

Die Victoria Station and Pimlico Railway war gemeinsam gepachtet von B&SCR, LC&DR und GWR.
Die Lynton and Barnstaple Railway (31 km; wurde von der SR außerhalb des Railway Acts übernommen, Schmalspur 597 mm)

### Gemeinschaftsunternehmen der SR-Ursprungsgesellschaften
SECR:
- Croydon and Oxted Railway (20 km)
- Dover and Deal Railway (14 km)
- Tooting, Merton and Wimbledon Railway (9 km)

LBSCR und LSWR:
- Epsom and Leatherhead Railway (6 km)
- Portsmouth and Ryde Railway (14 km)

LBSCR und SECR:
- Woodside and South Croydon Railway (4 km)

### Gemeinschaftsunternehmen nach 1923
Gemeinsam mit London and North Eastern Railway und Metropolitan Railway:
- East London Railway (8 km)

Gemeinsam mit Great Western Railway:
- Easton and Church Hope Railway (6 km)
- Weymouth and Portland Railway (9 km)

Gemeinsam mit London, Midland and Scottish Railway:
- Somerset and Dorset Joint Railway (168 km)

Gemeinsam mit GWR und LMSR:
- West London Extension Railway (8 km)